# Aranya (llum)

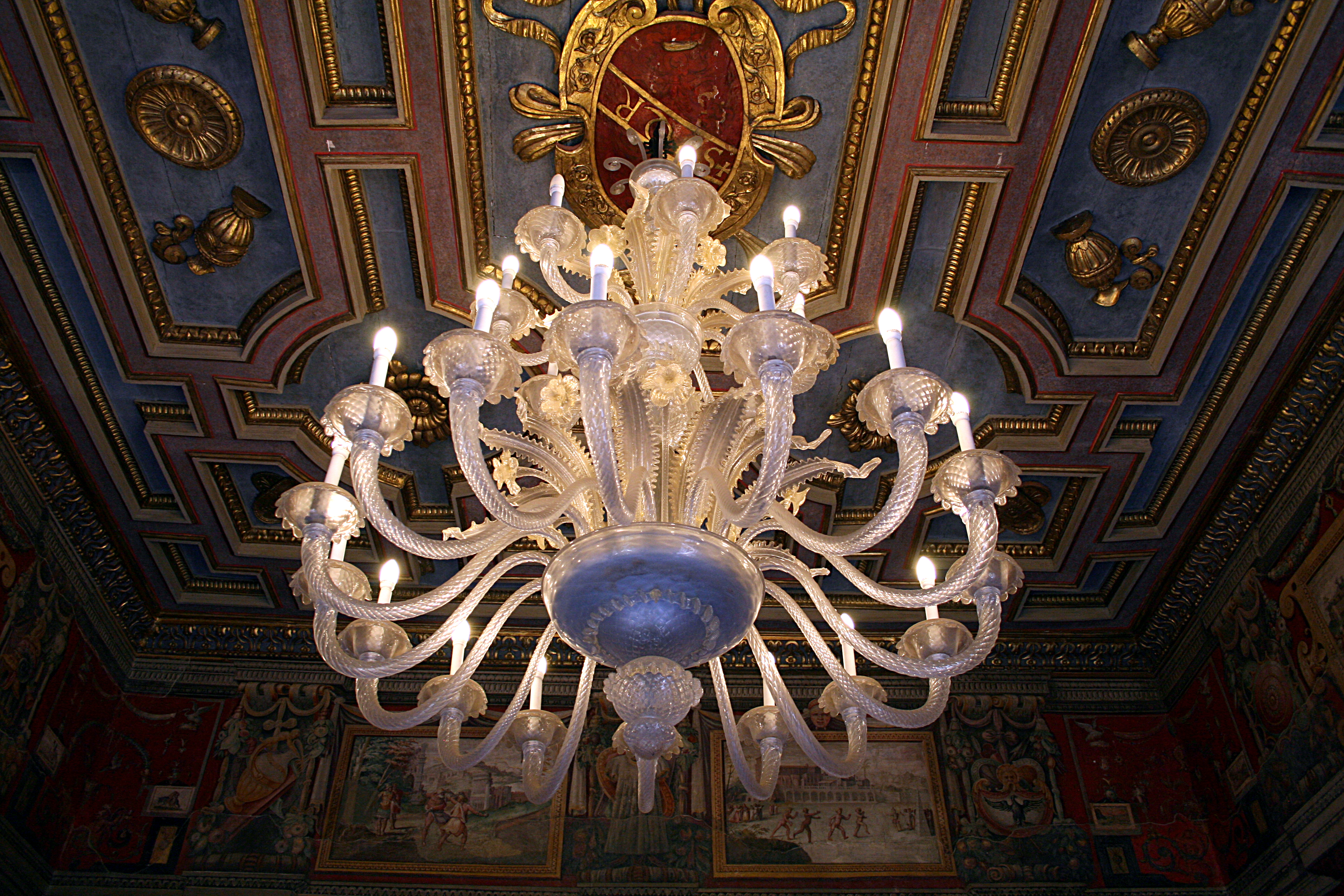
Aranya de vidre dels Museus Capitolins (Roma).

Una aranya o salamó és un element d'il·luminació que sol penjar-se del sostre i que, mitjançant l'ús de fonts de llum i elements refractants (principalment fets amb gemmes, vidre o plàstic) contribueixen a crear un ambient elegant. Les aranyes són sovint adornades i contenen dotzenes de bombetes i conjunts complexos de prismes de vidre o cristall per il·luminar una habitació amb llum refractada.
Les aranyes són grans canelobres penjats i deriven de les corones lluminoses de les esglésies. A l'edat mitjana, consistien en braços travessats horitzontalment o radiants i suspesos, i a l'època d'art gòtic es componien de branques de bronze o de ferro carregades d'adorns, sobretot als segles xv i xvi. Amb el segle xviii comencen les aranyes fastuoses, adornades amb nombrosos penjolls de vidre, que en les més riques arribaren a ser de cristall de roca.

## Etimologia
El mot deriva de l'aranya, per analogia amb les seves múltiples potes. En català l'aparell es designa també amb el nom de salamó (o salomó), en referència als grans llums que, segons la tradició, penjaven del temple de Salomó a Jerusalem.

## Història

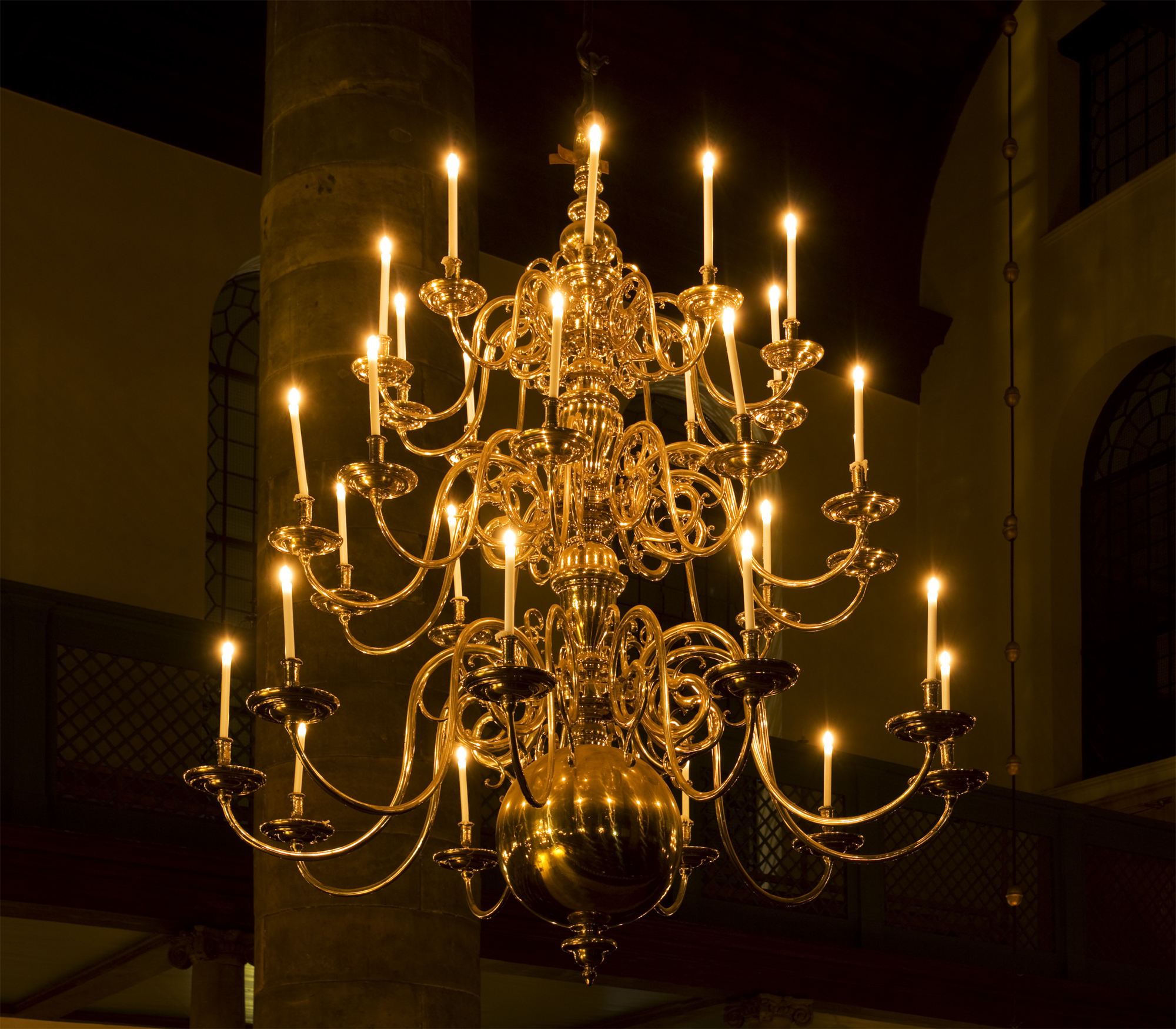
Una aranya antiga amb espelmes

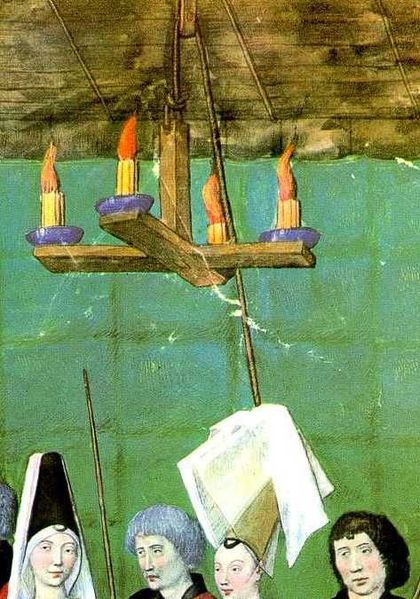
Il·lustració d'un salamó medieval del Llibre de torneigs del rei Renat, 1460

Els primers salamons d'espelmes van ser utilitzats en temps medievals pels rics. En general, van prendre la forma d'una creu de fusta amb un cert nombre de braços on es col·locaven les espelmes, tot plegat elevat fins a una alçada adequada amb una corda o cadena suspesa d'un ganxo.
Des del segle xv, les formes més complexes de llums basats en dissenys d'anells o corones van començar a fer-se populars com a elements decoratius i se'n troben als palaus i les cases de la noblesa, del clergat i de la classe comerciant. L'alt cost de la il·luminació nocturna va fer que l'aranya fos un símbol de luxe i d'estatus social. A l'inici del segle xviii, es va començar a adornar amb or moulu, o bronze daurat, i presentava braços llargs i corbats i diverses espelmes; se'n podien trobar a les cases de gran part de la classe mercantil, molt estesa en aquell temps. Els motius neoclàssics es van convertir en un element cada vegada més comú, no només fets amb metalls fosos, sinó també amb fusta tallada i daurada. Els avenços en la indústria del vidre durant el segle xviii van permetre la producció més barata de vidre de plom. Les propietats de dispersió de la llum d'aquest vidre altament refractiu van fer que esdevingués ràpidament una forma lluminosa molt comuna, que es va adoptar a les aranyes de vidre i cristall.
Al segle xix, amb l'aparició de l'enllumenat de gas com a font d'il·luminació, es produeixen llums amb accessoris ramificats del sostre anomenats aranyes de gas. Aquests llums de gas van aparèixer a mitjan segle xix i moltes espelmes i aranyes van ser reconvertides per al seu ús amb gas. A la dècada de 1890, amb l'aparició de l'electricitat per a la il·luminació, les aranyes que es van produir feien servir tant el gas com el fluid elèctric. Com que l'electricitat es va distribuir pertot i se'n va poder acabar garantint el subministrament, es va acabar imposant el cablejat elèctric i les bombetes en els llums domèstics i de cerimònia i es va bandejar el gas.
Cap al final del segle xx, l'aranya s'utilitza més com a punt focal decoratiu per a una habitació i no com a font d'il·luminació.
L'aranya de cristall de Bohèmia més gran del món, un regal de la reina Victòria del Regne Unit, es troba al palau de Dolmabahçe, a Istanbul. Té 750 làmpades i pesa 4,5 tones. Aquest palau turc té la col·lecció més gran del món d'aranyes de cristall de Bohèmia i de Baccarat. Un gran exemplar de cristall de roca adorna també el cor del monestir de l'Escorial.
Una aranya famosa és la de l'Òpera Garnier, sobretot arran de la novel·la El fantasma de l'Òpera de Gaston Leroux (1910), en què el Fantasma s'hi estavella.
L'aranya més gran del món, segons el Guinness World Records, és a la mesquita de Hassan al-Sharbatly del Caire, a Egipte. Fa 17,7 m d'alt i 12,5 m d'ample, amb un diàmetre de 17,6 m.

## Galeria d'imatges

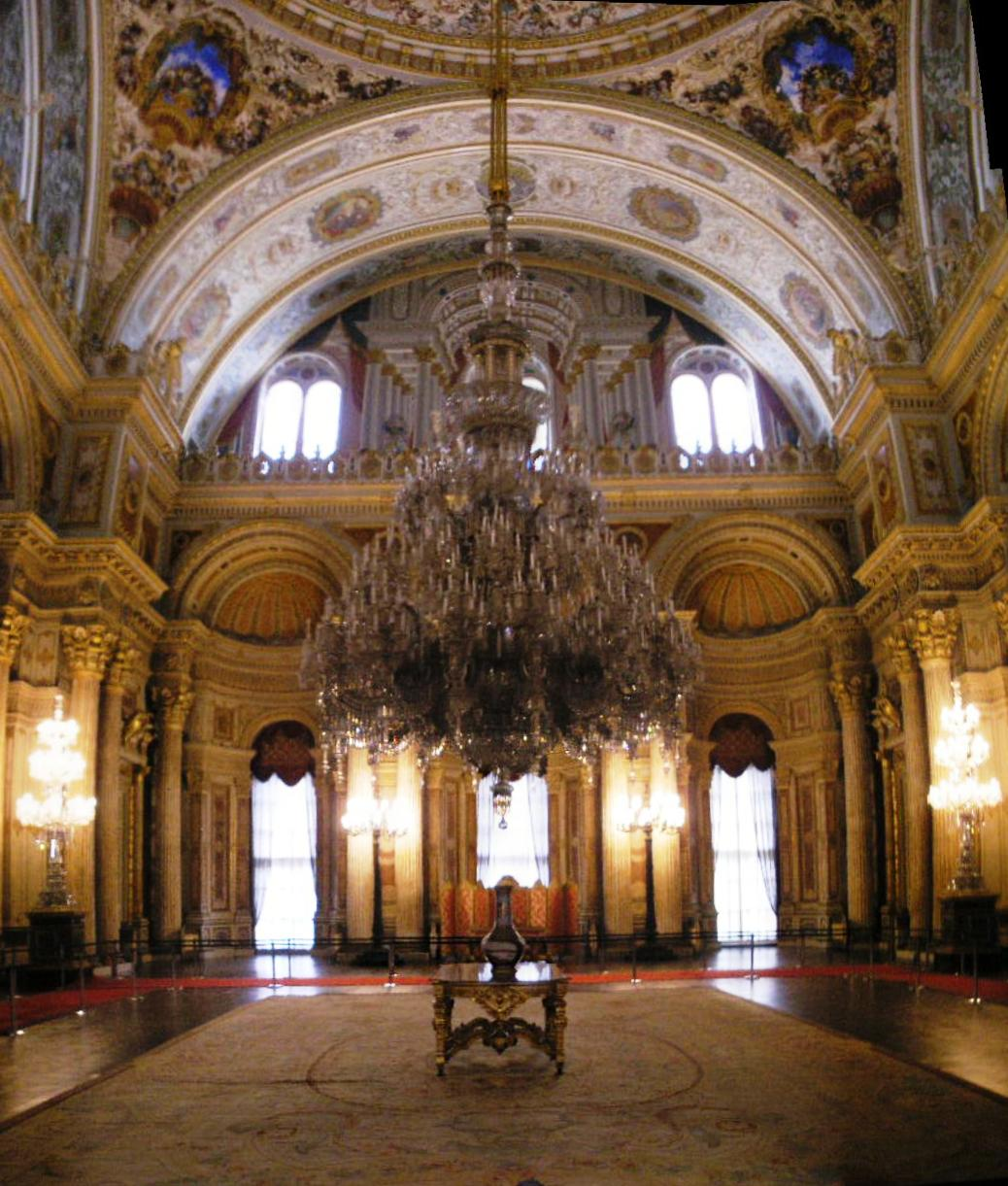
L'aranya del palau de Dolmabahçe es troba al Muayede Salonu (Sala de Cerimònies)
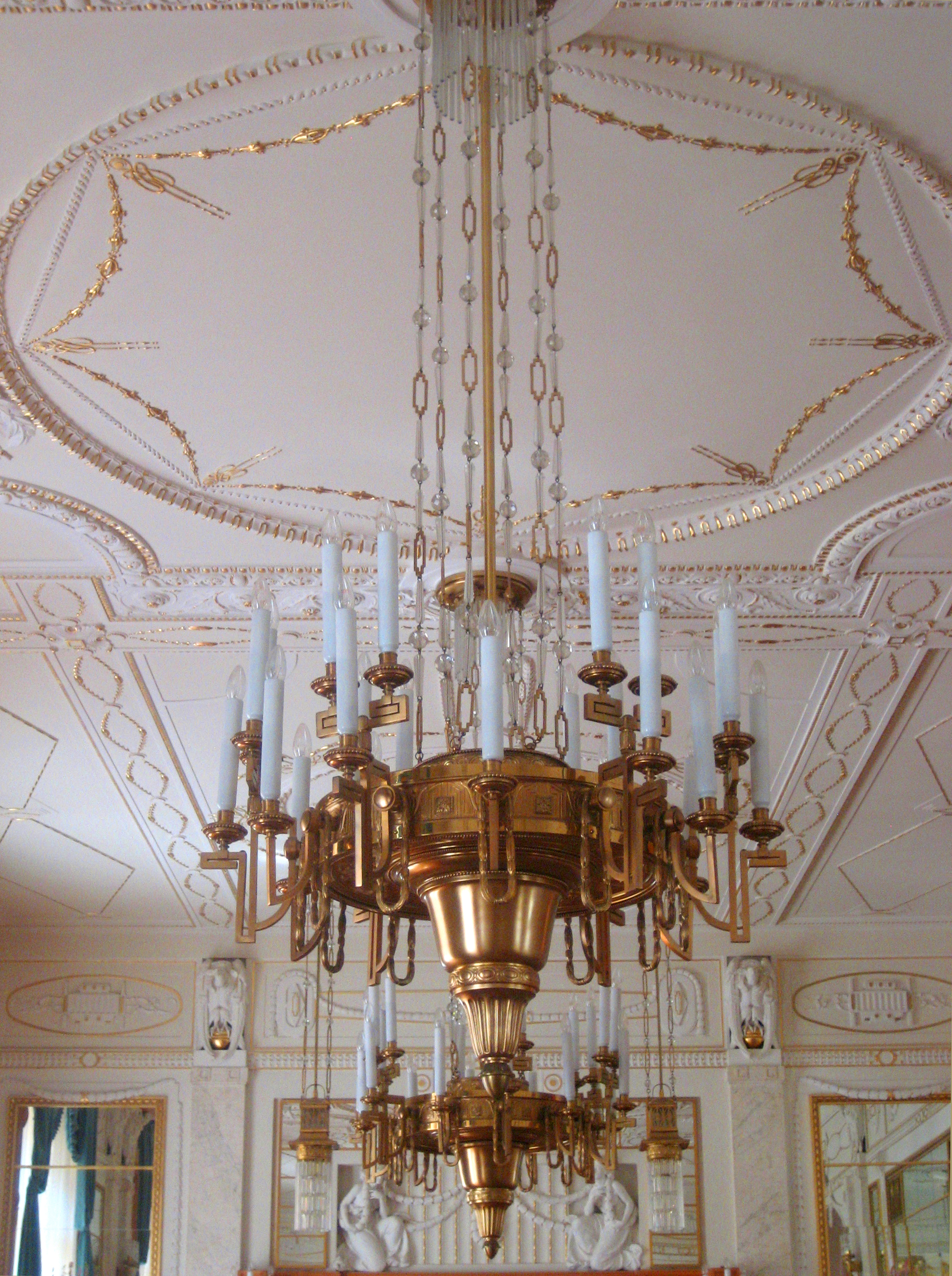
Aranya d'estil Art Nouveau del 1910, a la Casa Municipal de Praga (República Txeca)
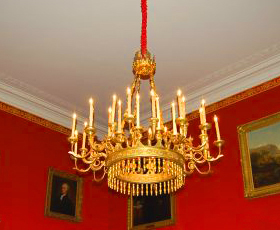
Aranya de fusta daurada del 1805 d'estil Imperi a la Sala Vermella de la Casa Blanca (Washington)
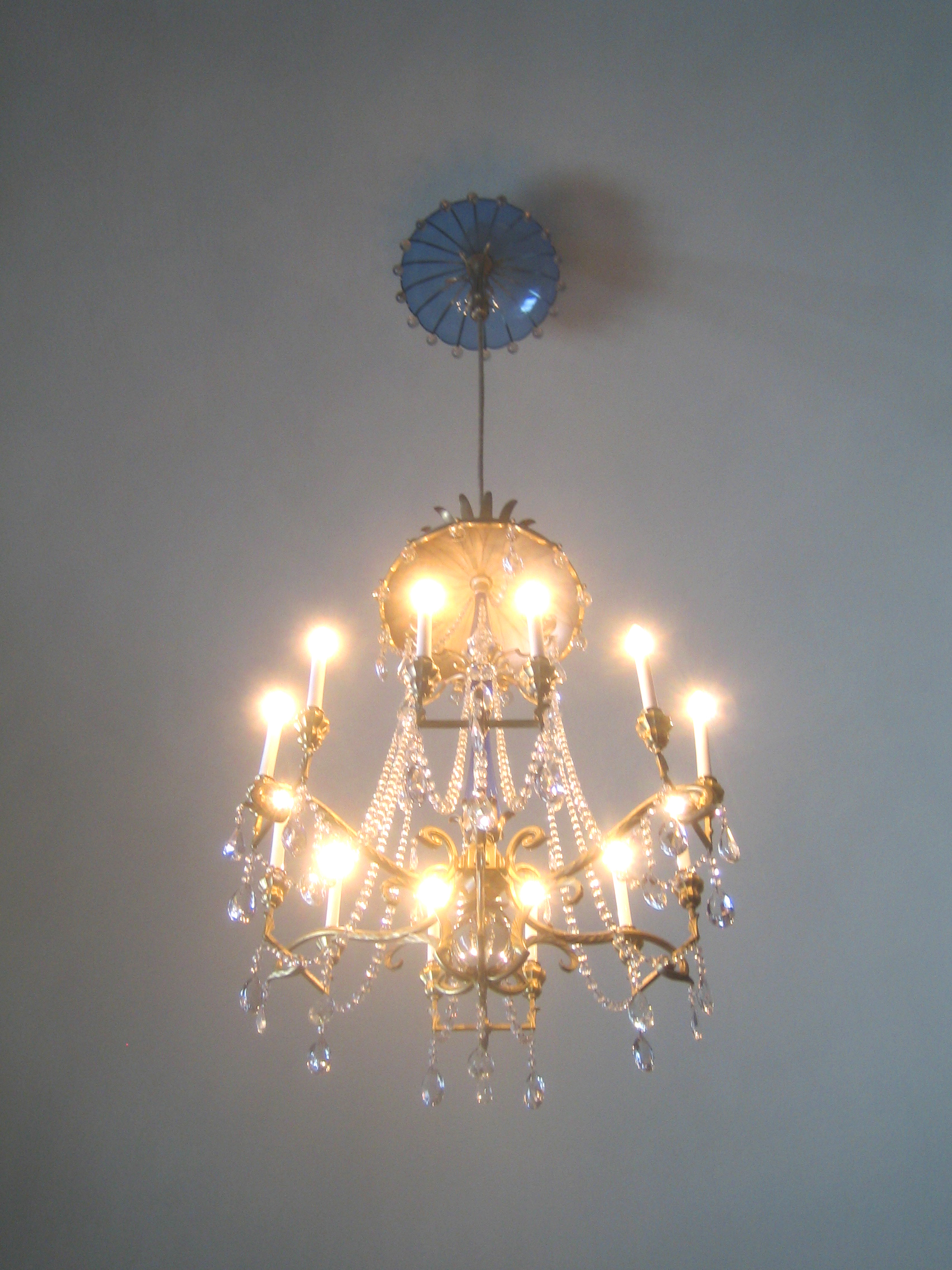
Aranya del 1920, de l'Ajuntament d'Estocolm (Suècia)
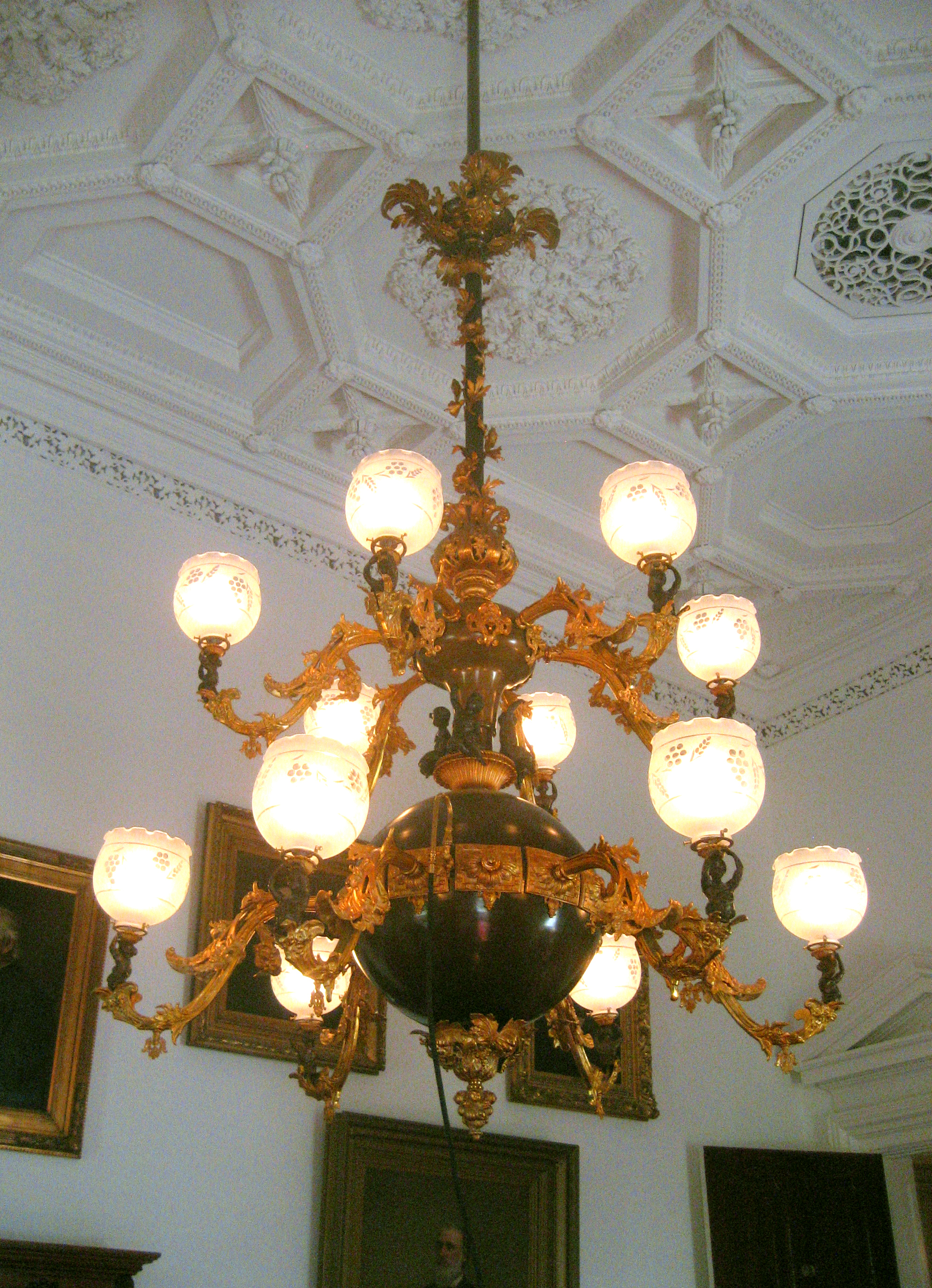
Aranya de llum de gas electrificada, d'or moulu i vidre, del 1858, de la Casa Estatal de Vermont, a Montpelier
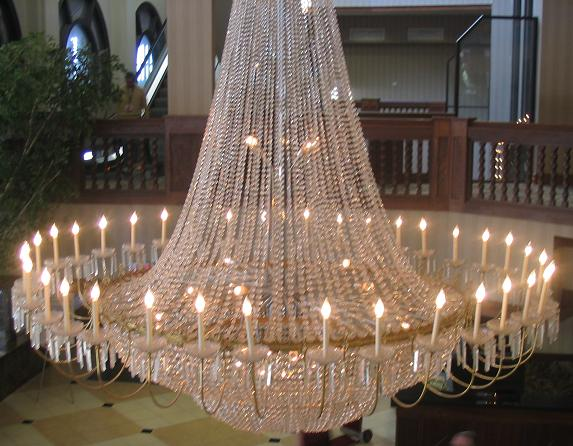
Aranya a la Galt House de Louisville (Kentucky)
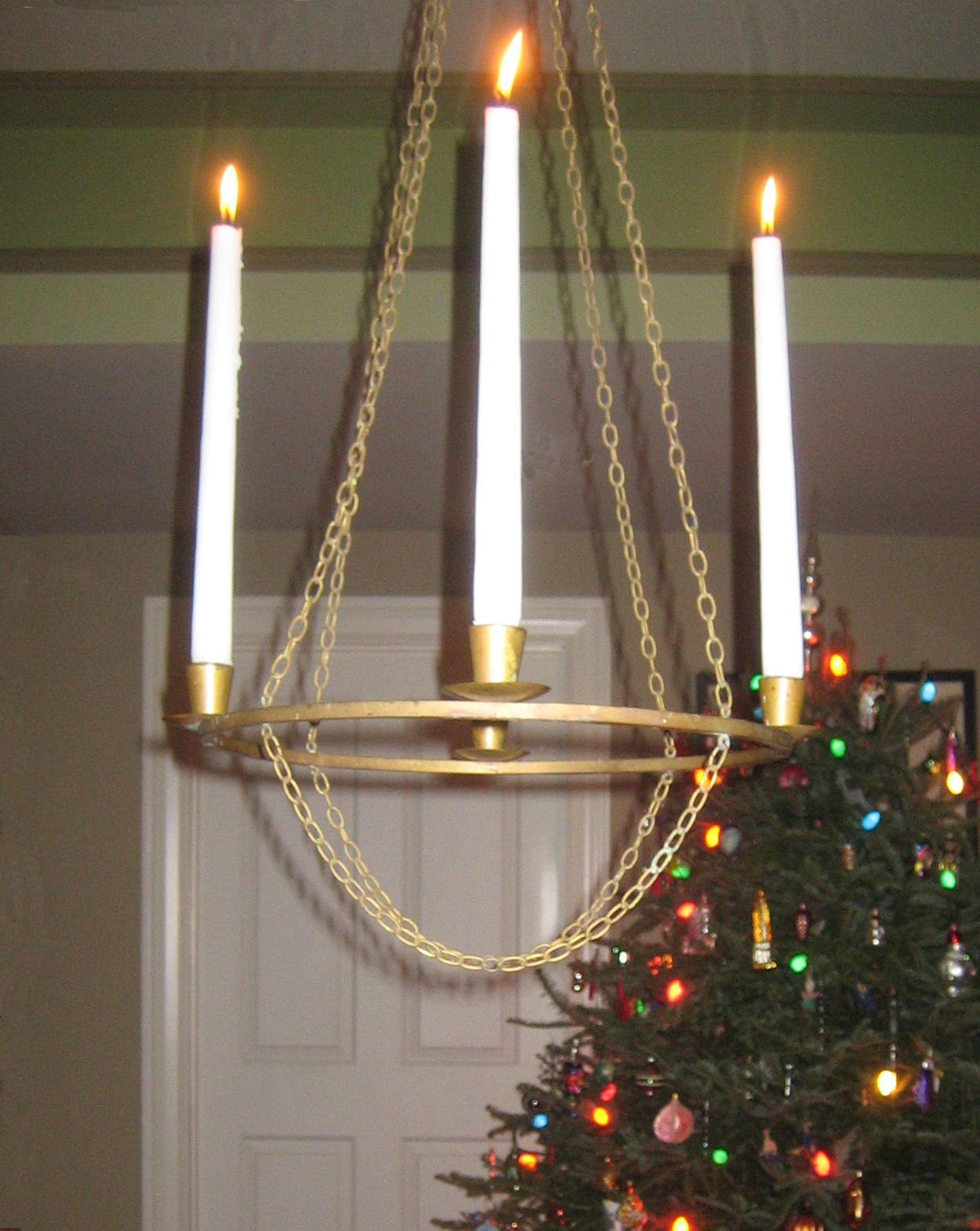
Aranya d'espelmes francesa de 1920
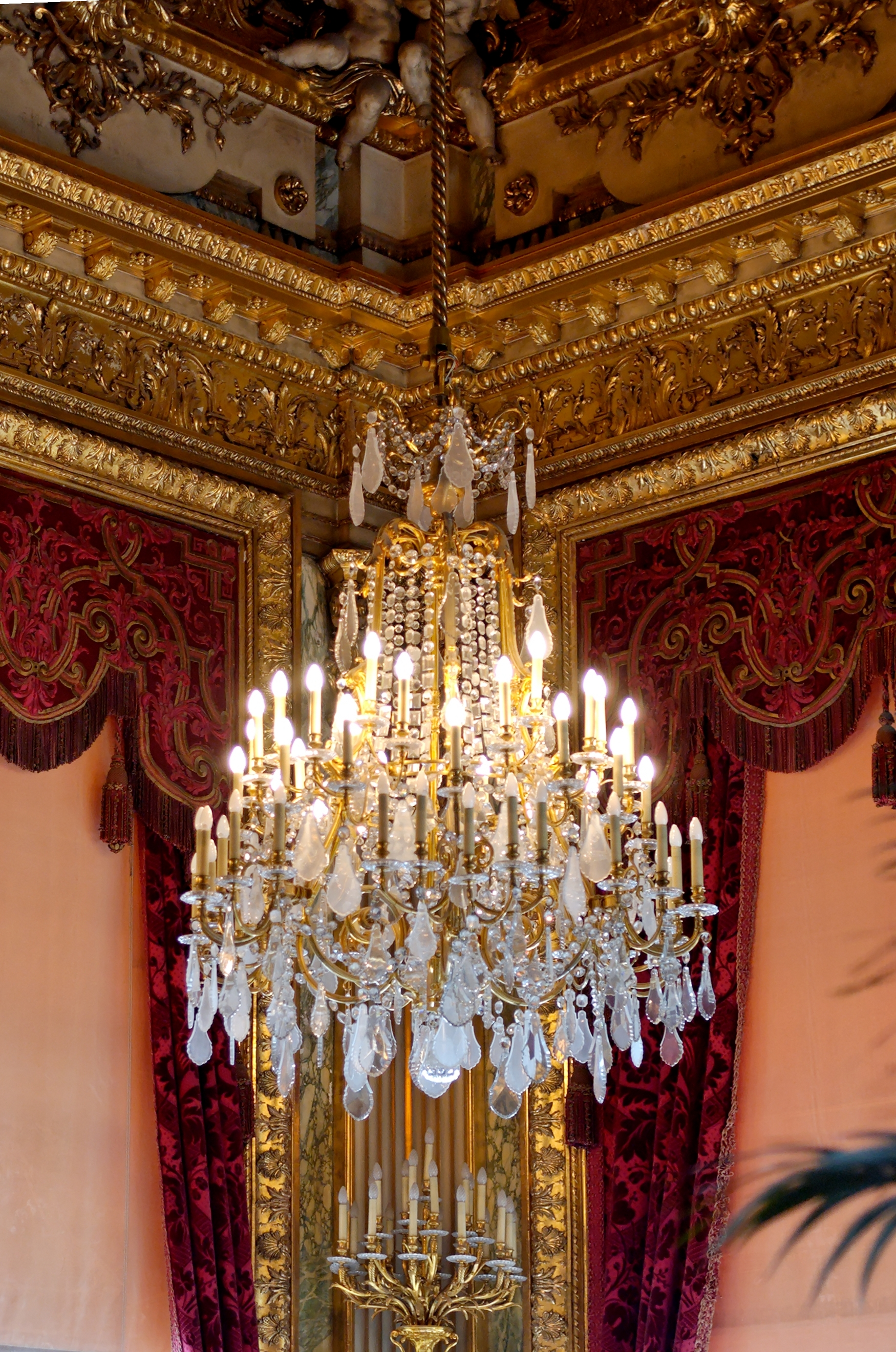
Una aranya d'estil neobarroc i de Segon Imperi Francès a l'apartament de Napoleó III del palau del Louvre (París)
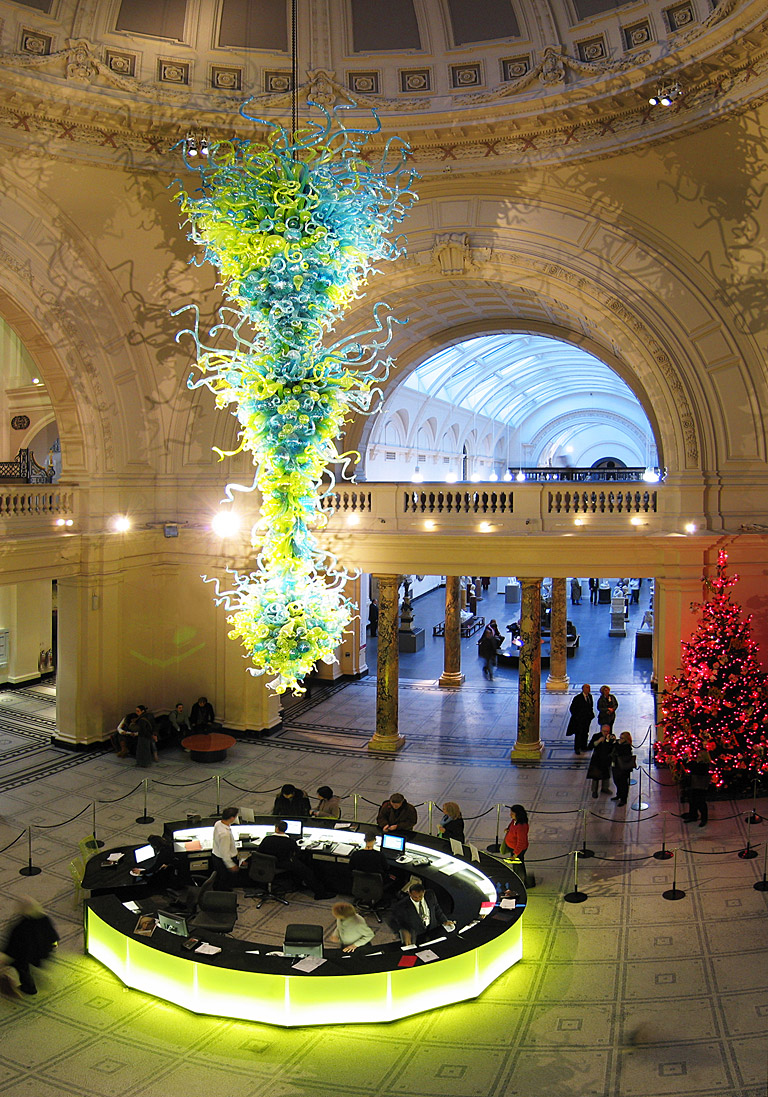
Aranya de vidre bufat de 9,1 m, de Dale Chihuly, a l'entrada principal del Victoria and Albert Museum (Londres)
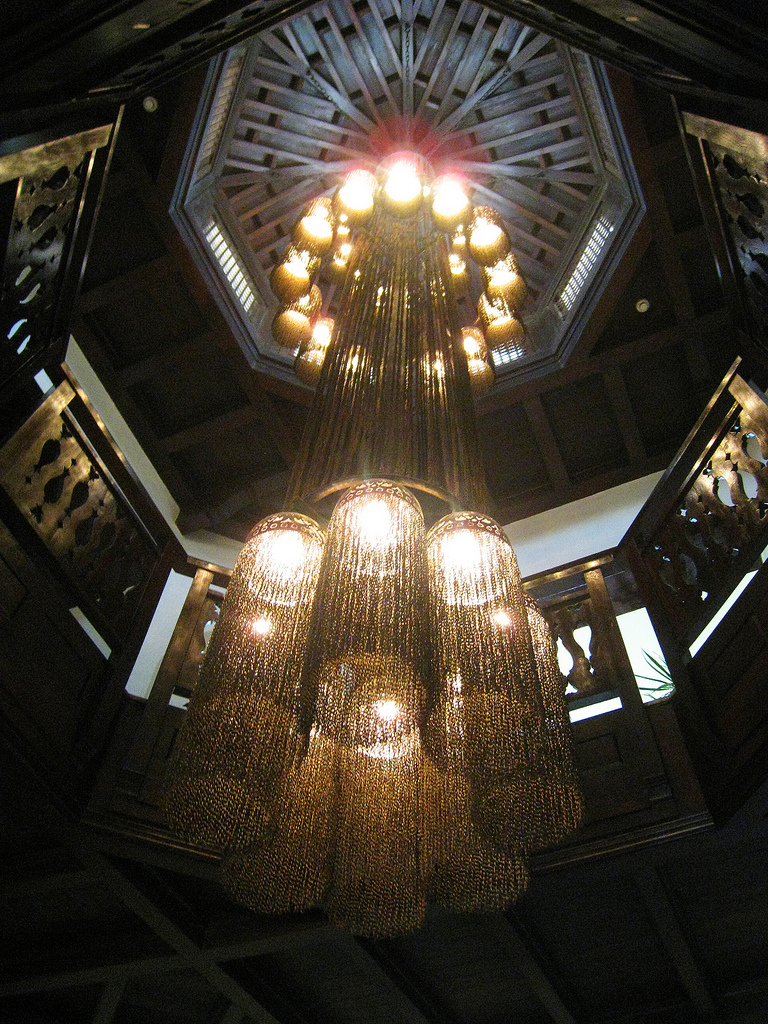
Aranya de disseny islàmic al parc al-Azhar, al Caire (Egipte)
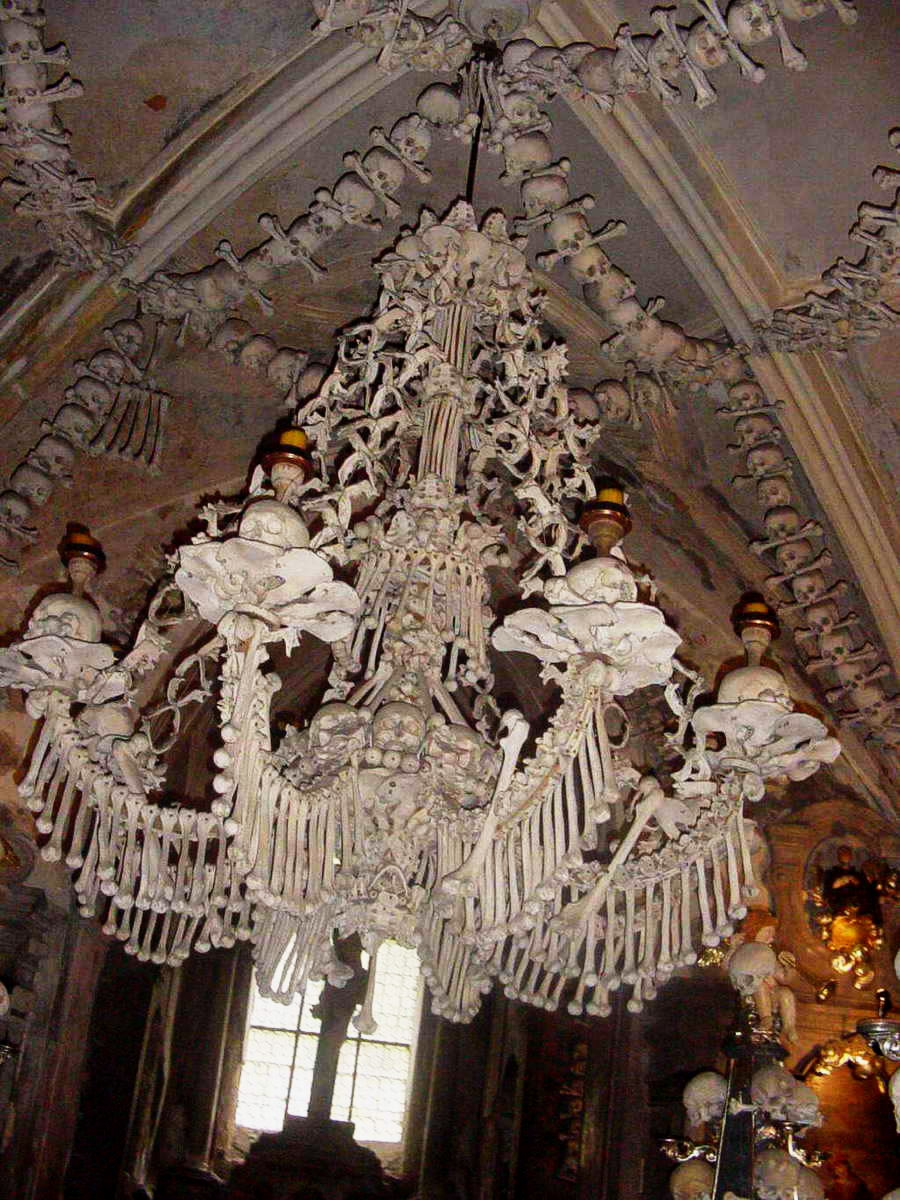
Aranya d'ossos i cranis a l'ossera de Sedlec (República Txeca)
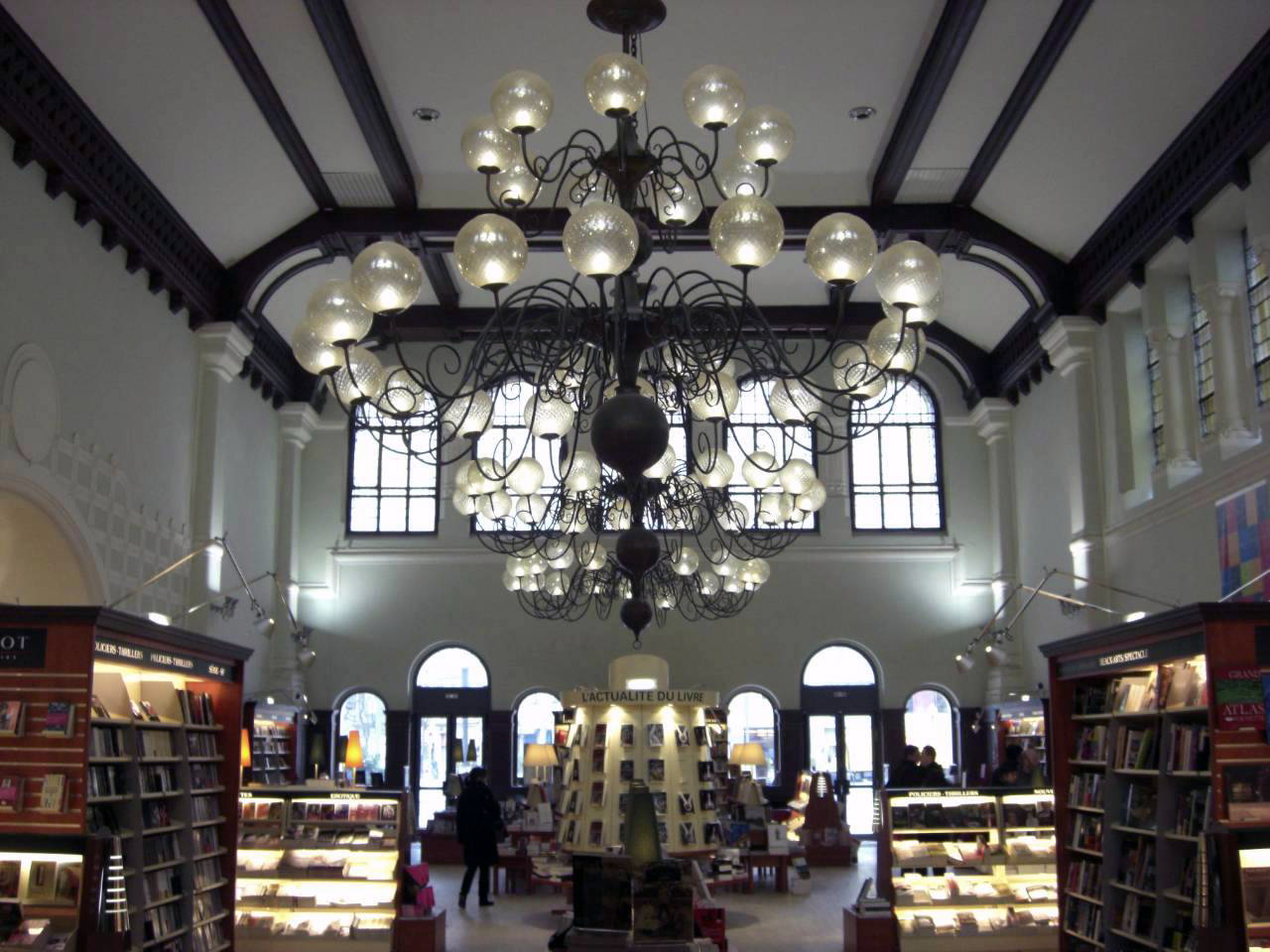
Aranya a l'estació de tren imperial de Metz (França)
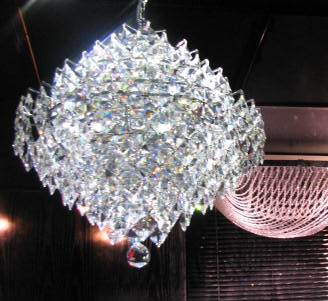
Aranya de vidre moderna en una exposició de disseny de llums a Àsia
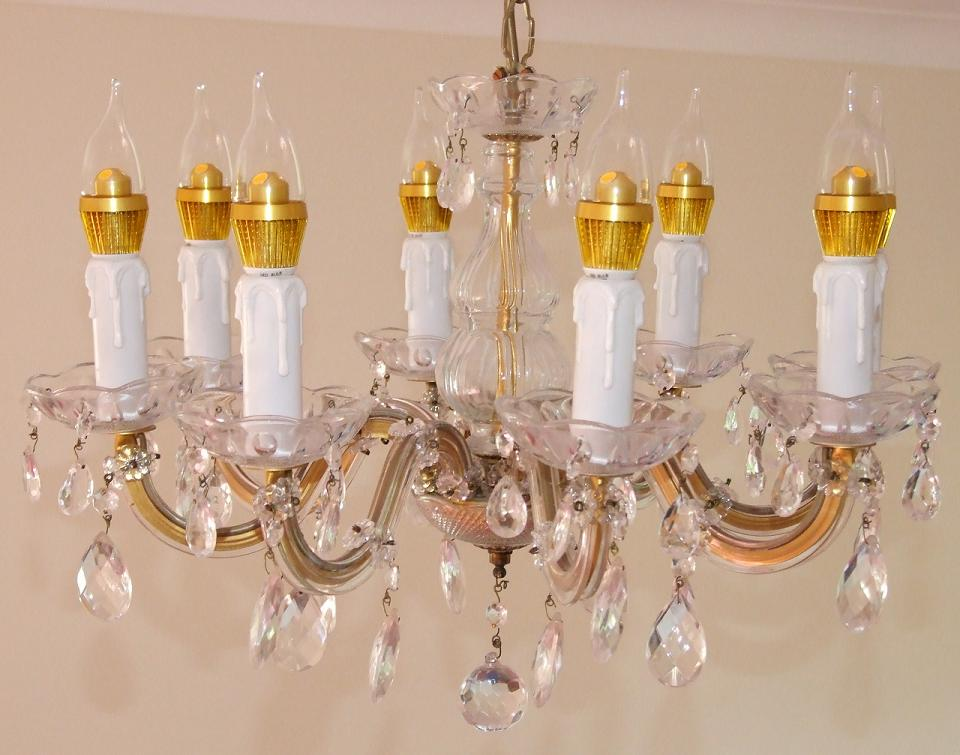
Aranya del 1930-1940 amb bombetes de llum LED, a Epsom (Regne Unit)
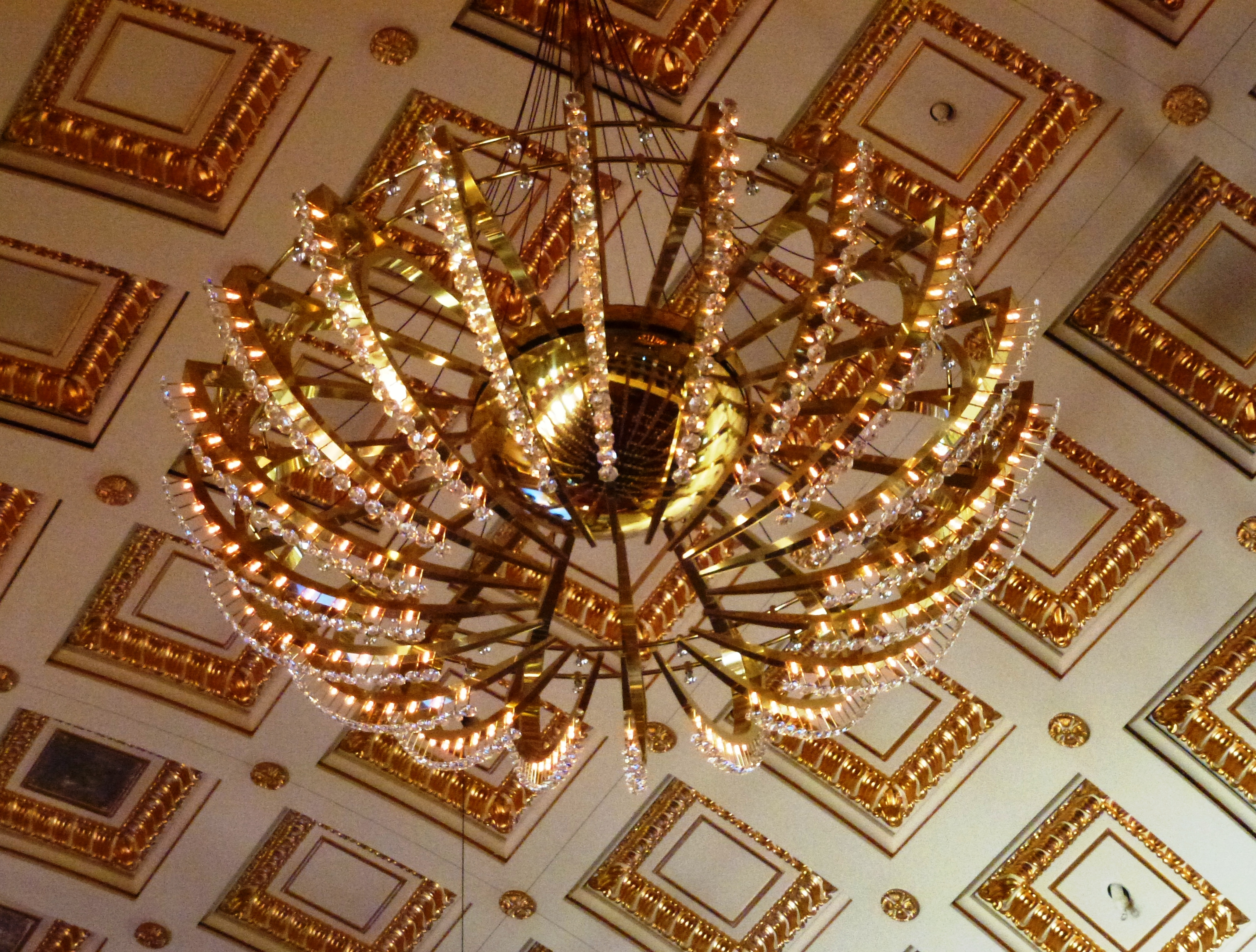
Kurhaus Baden-Baden, Alemanya
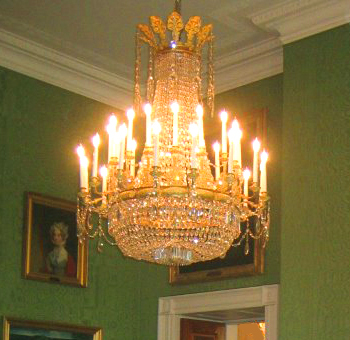
Aranya francesa de vidre tallat i or moulu de principis del segle xix, a la Sala Verda de la Casa Blanca